# Vala Fareed
Vala Fareed (Erbil, 1975) é Ministra de Estado da Região do Curdistão do Iraque. Ela foi eleita anteriormente como a primeira porta-voz feminina da legislatura em fevereiro de 2019.

## Biografia
Nascido em Erbil, Vala Fareed é formada em direito e foi eleita para o Parlamento da Região do Curdistão em setembro de 2018.
Em 18 de fevereiro de 2019, Fareed foi eleita pelo Partido Democrático do Curdistão (KDP) tendo recebido recebeu 68 votos. A sessão foi boicotada por políticos da União Patriótica do Curdistão (PUK), e Fareed foi nomeado oradora interina até que o PUK e o KDP consigam chegar a um acordo sobre uma nomeação permanente.
De acordo com a VOA, o KDP afirmou que assim que eles e o PUK tivessem chegado a um acordo, o papel de orador voltaria a ser um nomeado político do PUK. "Sempre que houver um acordo entre os dois partidos, retiraremos nosso candidato e votaremos no candidato do PUK, conforme nosso acordo", disse o líder do bloco PDK, Umed Khoshnaw. Um projeto de acordo alcançado em 5 de fevereiro exige que um representante do PUK ocupe o cargo de porta-voz do parlamento.
A nomeação de Fareed significa que dois dos três cargos principais no parlamento do KRG são ocupados por mulheres, com Muna Kahveci, do Partido da Reforma do Turcomenistão, também sendo eleita como segunda vice-presidente. O parlamento KRG opera um sistema de cotas exigindo que 30% dos deputados sejam mulheres.
Em 2019, Fareed foi nomeada Ministra de Estado Regional no Gabinete do Governo Regional do Curdistão.